# 스기야마 마코토
스기야마 마코토(일본어: 杉山 誠, 1960년 5월 17일 ~ )는 일본의 전 축구 선수이다.

## 구단 경력
1983년 일본 사커 리그의 닛산 자동차에 입단했다. 1991년까지 130경기에 출전, 1988-89년과 1989-90년 2번의 일본 사커 리그 우승을 차지했다. 1991년 스미토모 금속(가시마 앤틀러스)로 이적했다. 1993년에 J리그 준우승. 1994년 재팬 풋볼 리그의 교토 퍼플 상가로 이적했다. 1995년 재팬 풋볼 리그 준우승으로 J1리그로 승격했다. 1996년후 현역 은퇴.

## 국가대표팀 경력
그는 1979년 FIFA 세계 청소년 축구 선수권 대회에 참가할 일본 U-20 국가대표팀에 선발되었으나 경기에 출전하지는 못하였다.